# Mariscala
Mariscala es una localidad uruguaya del departamento de Lavalleja.

## Ubicación
La localidad se encuentra situada en la zona este del departamento de Lavalleja, entre los arroyos Sarandí (al norte) y Calera (al sur), al sur de la cuchilla del Águila, y sobre la ruta 8, a la altura de su km 184.

## Historia
El poblado surgió en el año 1910 como un caserío que se formó en torno al comercio de don Cándido Cal que se ubicaba a 75 km de Minas. El 19 de abril de ese año se fundó el poblado con el nombre de 19 de Abril en honor al desembarco de los 33 Orientales, sin embargo el lugar era conocido como Mariscala que era la denominación de la zona.
En 1918 el caserío fue elevado a la categoría de pueblo por ley 5639 del 1 de febrero de ese año y además cambió su nombre por el actual Mariscala en honor a María Francisca de Alzáybar, la esposa del mariscal de campo José Joaquín de Viana, quien fuera primer gobernador de Montevideo; De Alzáybar había heredado dichas tierras al fallecer su marido. Más tarde por ley 15 960 de 27 de junio de 1988 el pueblo fue elevado a la categoría de villa.
En el año 2010 se festejaron los 100 años de Mariscala y se publicó un libro sobre la historia de la localidad. En ese libro se encuentran testimonios de los habitantes más longevos del lugar, entre otros.
En noviembre del año 2011 se festejaron los 100 años del Club Uruguayo de Mariscala, se realizó una feria en la Plaz principal de la localidad, asistieron músicos , se realizó una comida en el salón y se guardaron objetos de pertenecientes en una caja para que fueran abiertos en el siguiente centenario, es decir en el 2111.

##### Población
Según el censo de 2011 la localidad de Mariscala contaba con una población de 1626 habitantes.
| 2464          | 1440 | 1395 | 1415 | 1507 | 1674 | 1626 |
| (Fuente: INE) |      |      |      |      |      |      |

## Educación

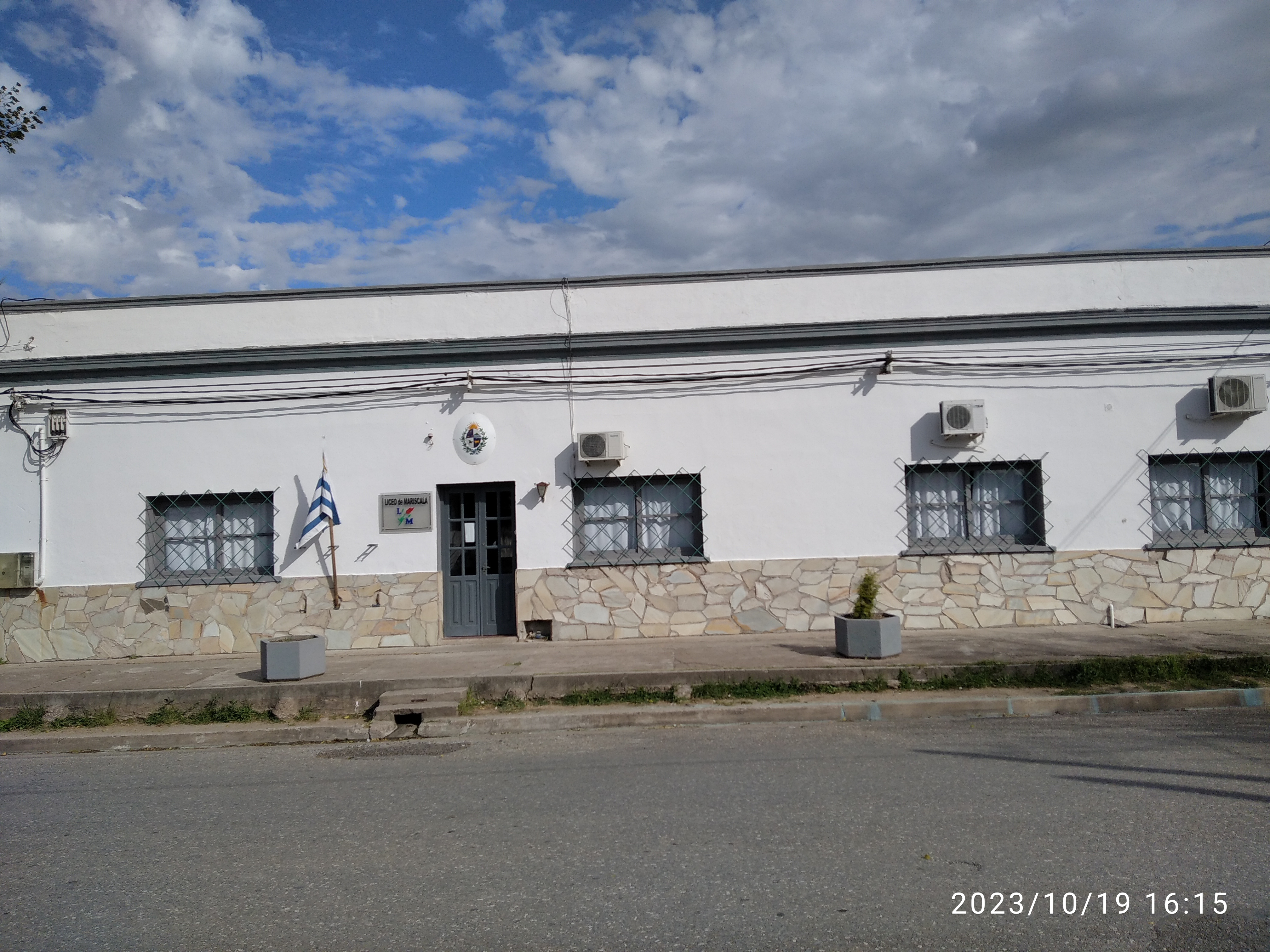
Liceo de Mariscala

JJLa localidad cuenta con la escuela N° 13 Joaquín Torres García, fundada en 1911 y que funciona a tiempo completo; el liceo de Mariscala en donde se dictan clases desde ciclo básico a segundo año de bachillerato de orientación humanística; un hogar estudiantil mixto, inaugurado en marzo de 2002 y que alberga estudiantes liceales de zonas rurales aledañas; y el jardín de infantes N° 115 que a partir de 2021 comenzó a funcionar en la calle Ituzaingó entre 25 de Mayo y Treinta y Tres. Además, en la escuela funcionan talleres extracurriculares para esparcimiento de los niños.  
El CAIF Marandú fue fundado a fines del año 2017. Es un lugar donde los niños cuentan con un equipo de docentes y auxiliares que incluye psicóloga, psicomotricista, maestra, educadora, auxiliares y cocinera. 
También hay centros de educación no formal como el complejo Eugenio Perdomo ubicado en 25 de Mayo y Rincón. Allí funciona el Espacio de Inclusión Digital de Mariscala, también conocido como EID: se dictan cursos brindados por la Intendencia Departamental de Lavalleja como cocina, corte y confección, dibujo y pintura, diario, teatro, entre otros.   
Hace ya muchos años se dictaban clases de comercio, peluquería, inglés y carpintería.  
En el complejo Eugenio Perdomo ex UTU de Mariscala es donde actualmente se encuentra la biblioteca municipal de la localidad.  

#### Otros Centros de Enseñanza
Mariscala cuenta con centros de Enseñanza Privada como los son un Gimnasio ubicado en Av. Artigas casi Treinta y Tres lugar en el cual se dan clases de boxeo los sábados a las 10 de la mañana durante el año 2023.
Hay otro Gimnasio donde el instructor es hombre y da clases para diferentes edades, por ejemplo para adultos mayores en Promoción y Desarrollo Social.
Hay una escuelita de Futbol tanto para niños como para adultos. 
También se dan clases de Zumba y hay docentes de teatro. 

### Religión
Si bien es predominante la creencia católica, hay otras iglesias como lo son Dios es Amor, La iglesia Evangélica y la Apostólica. 

##### Centros de Salud
En Villa Mariscala se encuentra CAMDEL como centro de Salud Privado ubicado en Avenida Artigas casi Treinta y Tres frente a Red Pagos  y ASSE como centro de Salud Público ubicado en la calle 